# Ernest Bogusław Krokowski
Ernest Bogusław Krokowski herbu własnego – sędzia pucki w latach 1733–1772.
Poseł województwa pomorskiego na sejm zwyczajny pacyfikacyjny 1735 roku.